# 類型学
類型学（るいけいがく、類型論、型式学、タイポロジー、英語：typology）とは分類学、特に考古学や考現学などにおいて、物質をその特質・特性によって分類し、分類結果を考察すること、および、心理学や人間学の立場では、同様に人間行動を類型を用いて、その個人を全体的に把握しようとする方法論である。

## 概要
類型学はプラトンの形而上学である「本質主義」や「イデア論」に近い世界観をもとに成り立っている。本質主義において世界は、現実の、不連続な、不変な「型」に分けられていると考える。

### 考古学や芸術における類型学
プラトンのイデア論的世界観は、ほとんどの類型学的構造の基礎にあり、特に石器などの遺物の研究においては、ある種類の遺物の本質的な形態は「心理的な雛形（ひながた）」、または石器の製作者が使用目的や使用感、あるいは美意識などから好ましいと考えた特色の組み合わせであるとされている。出土する遺物はさまざまな形態と属性を持っているが、これらは製作者の心の中にあった「ひながた」の不完全な実現の結果とみなしうる。また、心理的雛型の不完全な実現は、その原材料（素材）となった石材の質や、個々の製作者の技量の差から現れると考えられる。考古学における類型学は、さまざまな遺物を型ごとに分類し、その型の本質や作成年代などを考察していくことである。
考古学における古典的型式学は、生物学の進化分類学などの影響下、19世紀後半。スウェーデンのオスカル・モンテリウス（Oscar Montelius）らにより形成された。彼は考古資料を生物のように種に分け、その進化の過程を型式から説明しようと考え、層位学と組み合わせて遺物の型式編年体系を作成した。
19世紀から20世紀初頭にかけ、考古学的類型学（型式学）は経験主義的観察や直感を組み合わせて構築されることが普通だった。1960年代、従来の分類学の客観性や科学性の乏しさが指摘されるなか、統計学的手法と表形分類学（数量分類学）の発達により、数学的手法（クラスター解析、主成分分析、因子分析、コレスポンデンス分析（対応分析）などを含む）が類型学の構築に使われるようになった。1990年代以降は、考古学者は分岐学から借用した系統学的手法も用いるようになった。
類型学は、美術や建築などの分野、あるいは考現学においても応用される。20世紀後半の西ドイツでは、写真家ベルント&ヒラ・ベッヒャー（ベッヒャー夫妻、Bernd und Hilla Becher）は「類型学（タイポロジー）」と題してドイツ各地の同じ種類の建築、例えば給水塔、労働者住宅、産業地帯の景観を無数に撮影し、その写真を書籍にまとめた。

### 心理学・人間学における類型学
心理学や人間学において、ある限定的な一定期間における個人の行動の恒常性が、ある一群の人びとにおいても共通して観察されるという事実を基礎として、一定の原理にもとづいて組織的に類型として決定し、それによって多様な性格を分類・分析して全体的な理解と把握に供しようとする研究法、あるいはそのような研究の立場を、類型学ないし類型論という。これは、20世紀前半のヨーロッパにおける人間学や性格学、特にドイツ語圏において隆盛した人間把握の方法が下敷きとなっており、個人について、統計を用いた量的把握によるのではなく、その個人の全体像を質的に把握しようとする立場である。ドイツのエドゥアルト・シュプランガーやスイスのカール・グスタフ・ユングによる「心理学的類型論」、ドイツのエーリッヒ・イェンシュ（Erich Rudolf Jaensch）らによる「人間学的類型論」、ドイツの精神科医エルンスト・クレッチマーやアメリカ合衆国の心理学者ウィリアム・シェルドン（William Herbert Sheldon）らによる「体質類型論」などが知られる。